# Stevan Jovetić
Stevan Jovetić (Titograd, 1989. november 2. –) montenegrói válogatott labdarúgó, csatár, az Omónia játékosa.

## Karrier

### Partizan
16 évesen 2006. április 8-án mutatkozott be a Partizanban a Voždovac elleni mérkőzésen.
2007. augusztus 2-án mesterhármast szerzett a Zrinjski ellen, mindössze 17 évesen.
2008 januárjában 18 évesen ő lett a Partizan csapatkapitánya, miután a Borussia Dortmund megvette Antonio Rukavinát az előző csapatkapitányt. Ezzel ő lett a Partizan legfiatalabb kapitánya felülmúlva a klub legendás játékosát Albert Nađ-ot.

### Fiorentina
2008. május 15-én leigazolta a  Fiorentina 8 millió euróért.
Első gólját az Atalanta ellen szerezte büntetőből.
2009. szeptember 29-i mérkőzésen gólt lőtt a Liverpoolnak, amelyet végül 2–0-ra megnyertek.
2010. március 9-én a Stadio Artemio Franchiban két gól lőtt a Bayern Münchennek, a mérkőzést 3–2-re megnyerték, de idegenben lőtt több góllal a Bayern jutott tovább.

### Manchester City
2013. július 19-én hivatalosan is bejelentették, hogy 26 millió fontért az angol Manchester City csapatába igazolt.

### Sevilla
2017. január 10-én az Inter fél évre kölcsönadta a spanyol Sevilla FC csapatának.

### AS Monaco
2017. augusztus 28-án hároméves szerződést írt alá a francia bajnok AS Monaco csapatával.

### Hertha BSC
2021. július 27-én jelentették be, hogy szabadon igazolható játékosként csatlakozott a német Hertha BSC csapatához.

### Olimbiakósz
2023. szeptember 4-én szerződtette a görög Olimbiakósz. Szeptember 17-én mutatkozott be a bajnokságban az AÉK Athína elleni 0–0-ra végződő mérkőzésen. 2024. május 29-én az UEFA Európa Konferencia Liga döntőjében olasz Fiorentina ellen 1–0-ra nyert csapatával, így első görög csapatként nyertek európai kupát.

### Omónia Lefkoszíasz
2024. szeptember 30-án a ciprusi Omónia Lefkoszíasz szerződtette.

### Válogatott
Jovetić a montenegrói labdarúgó-válogatott első nemzeti mérkőzésén debütálhatott a Magyarország ellen, amelyet 2-1-re megnyertek.

## Góljai a válogatottban
| #  | Dátum               | Stadion                                                  | Ellenfél        | Gól | Végeredmény | Mérkőzés                                     |
| -- | ------------------- | -------------------------------------------------------- | --------------- | --- | ----------- | -------------------------------------------- |
| 1  | 2008. augusztus 20. | Puskás Ferenc Stadion, Budapest, Magyarország            | Magyarország    | 1–1 | 3–3         | Barátságos mérkőzés                          |
| 2  | 2008. augusztus 20. | Puskás Ferenc Stadion, Budapest, Magyarország            | Magyarország    | 3–2 | 3–3         | Barátságos mérkőzés                          |
| 3  | 2008. szeptember 6. | Podgoricai Stadion, Podgorica, Montenegró                | Bulgária        | 2–1 | 2–2         | 2010-es labdarúgó-világbajnokság-selejtező   |
| 4  | 2008. november 19.  | Podgoricai Stadion, Podgorica, Montenegró                | Észak-Macedónia | 2–0 | 2–1         | Barátságos mérkőzés                          |
| 5  | 2009. augusztus 12. | Podgoricai Stadion, Podgorica, Montenegró                | Wales           | 1–0 | 2–1         | Barátságos mérkőzés                          |
| 6  | 2009. szeptember 5. | Vaszil Levszki Nemzeti Stadion, Szófia, Bulgária         | Bulgária        | 1–0 | 1–4         | 2010-es labdarúgó-világbajnokság-selejtező   |
| 7  | 2011. szeptember 2. | Cardiff City Stadion, Cardiff, Wales                     | Wales           | 1–2 | 1–2         | 2012-es labdarúgó-Európa-bajnokság selejtező |
| 8  | 2012. február 29.   | Podgoricai Stadion, Podgorica, Montenegró                | Izland          | 1–0 | 2–1         | Barátságos mérkőzés                          |
| 9  | 2012. február 29.   | Podgoricai Stadion, Podgorica, Montenegró                | Izland          | 2–1 | 2–1         | Barátságos mérkőzés                          |
| 10 | 2012. augusztus 15. | Podgoricai Stadion, Podgorica, Montenegró                | Lettország      | 1–0 | 2–0         | Barátságos mérkőzés                          |
| 11 | 2013. október 15.   | Podgoricai Stadion, Podgorica, Montenegró                | Moldova         | 1–1 | 2–5         | 2014-es labdarúgó-világbajnokság-selejtező   |
| 12 | 2013. október 15.   | Podgoricai Stadion, Podgorica, Montenegró                | Moldova         | 2–5 | 2–5         | 2014-es labdarúgó-világbajnokság-selejtező   |
| 13 | 2014. november 15.  | Podgoricai Stadion, Podgorica, Montenegró                | Svédország      | 1–1 | 1–1         | 2016-os labdarúgó-Európa-bajnokság selejtező |
| 14 | 2015. június 8.     | Viborg Stadion, Viborg, Dánia                            | Dánia           | 1–0 | 1–2         | Barátságos mérkőzés                          |
| 15 | 2015. szeptember 5. | Podgoricai Stadion, Podgorica, Montenegró                | Liechtenstein   | 2–0 | 2–0         | 2016-os labdarúgó-Európa-bajnokság selejtező |
| 16 | 2015. november 12.  | II. Philipposz Nemzeti Stadion, Szkopje, Észak-Macedónia | Észak-Macedónia | 4–1 | 4–1         | Barátságos mérkőzés                          |
| 17 | 2016. szeptember 4. | Kolozsvár Aréna, Kolozsvár, Románia                      | Románia         | 1–1 | 1–1         | 2018-as labdarúgó-világbajnokság-selejtező   |
| 18 | 2016. október 8.    | Podgoricai Stadion, Podgorica, Montenegró                | Kazahsztán      | 3–0 | 5–0         | 2018-as labdarúgó-világbajnokság-selejtező   |
| 19 | 2016. november 11.  | Köztársasági Stadion, Jereván, Örményország              | Örményország    | 2–0 | 2–3         | 2018-as labdarúgó-világbajnokság-selejtező   |
| 20 | 2017. június 4.     | Podgoricai Stadion, Podgorica, Montenegró                | Irán            | 1–1 | 1–2         | Barátságos mérkőzés                          |
| 21 | 2017. június 10.    | Podgoricai Stadion, Podgorica, Montenegró                | Örményország    | 2–0 | 4–1         | 2018-as labdarúgó-világbajnokság-selejtező   |
| 22 | 2017. június 10.    | Podgoricai Stadion, Podgorica, Montenegró                | Örményország    | 3–0 | 4–1         | 2018-as labdarúgó-világbajnokság-selejtező   |
| 23 | 2017. június 10.    | Podgoricai Stadion, Podgorica, Montenegró                | Örményország    | 4–0 | 4–1         | 2018-as labdarúgó-világbajnokság-selejtező   |
| 24 | 2017. szeptember 4. | Podgoricai Stadion, Podgorica, Montenegró                | Románia         | 1–0 | 1–0         | 2018-as labdarúgó-világbajnokság-selejtező   |
| 25 | 2020. szeptember 5. | Neo GSZP Stadion, Nicosia, Ciprus                        | Ciprus          | 1–0 | 2–0         | 2020–2021-es UEFA Nemzetek Ligája (C liga)   |
| 26 | 2020. szeptember 5. | Neo GSZP Stadion, Nicosia, Ciprus                        | Ciprus          | 2–0 | 2–0         | 2020–2021-es UEFA Nemzetek Ligája (C liga)   |
| 27 | 2020. október 10.   | Podgoricai Stadion, Podgorica, Montenegró                | Azerbajdzsán    | 1–0 | 2–0         | 2020–2021-es UEFA Nemzetek Ligája (C liga)   |

## Sikerei, díjai

### Klub
- Partizan
  - Szerb Super Liga: 2007–08
  - Szerb kupa: 2007–08
- Manchester City
  - Premier League: 2013–14
  - Angol ligakupa: 2013–14
- Olimbiakósz
  - UEFA Konferencia Liga: 2023–24

### Egyéni
- Az év montenegrói labdarúgója: 2009, 2015